# Ognevia longipennis
Ognevia longipennis är en insektsart som först beskrevs av Tokuichi Shiraki 1910.  Ognevia longipennis ingår i släktet Ognevia och familjen gräshoppor. Inga underarter finns listade i Catalogue of Life.